# Distretto aerospaziale della Sardegna
Il Distretto AeroSpaziale della Sardegna (DASS) è una società consortile a responsabilità limitata costituita il 15 Ottobre 2013, con sede in Sardegna . Si tratta di un consorzio a partecipazione mista, che attualmente conta 29 soci: 5 soci pubblici e 24 soci privati. Il Distretto AeroSpaziale della Sardegna ha scopo mutualistico e non lucrativo, ragion per cui gli utili vengono reinvestiti in attività di ricerca, sviluppo e formazione. Le attività specifiche intraprese dal DASS hanno la finalità di sostenere lo sviluppo di un distretto tecnologico aerospaziale in Sardegna, attraverso competenze tecnico-scientifiche dei soci e attraverso l'attrazione di grandi player del settore.
Il DASS è l'unico distretto italiano proprietario al 100% dei diritti sulle famiglie di due brevetti, recentemente riconosciuti, oltre che da Cina, Europa, Giappone, Russia e Stati Uniti d'America, anche dall'India .
“Fabrication process of physical assets for civil and/or industrial structures on the surface of Moon, Mars and/or asteroids”, Patent 10453PTWO, 28/07/2011
“A process for the production of useful materials to sustain manned space missions on Mars through in-situ resources utilization”, Patent PCT/IB2012/053754, 24/07/2012.
Il presidente del Distretto Aerospaziale della Sardegna è il prof. Giacomo Cao.